# لويس سانتياغو
لويس سانتياغو هو مخرج فلبيني، ولد في 12 سبتمبر 1977 في كيزون في الفلبين، وتوفي في 8 يونيو 2005 في ماكاتي في الفلبين.